# Proternia philocapna
Proternia philocapna är en fjärilsart som beskrevs av Edward Meyrick 1884e. Proternia philocapna ingår i släktet Proternia och familjen Crambidae. Inga underarter finns listade i Catalogue of Life.